# 페이퍼 문
《페이퍼 문》(Paper Moon)은 미국에서 제작된 피터 보그다노비치 감독의 1973년 코미디, 드라마 영화이다. 1971년 소설 애디 프레이(Addie Pray)의 대본을 각색한 영화이다. 라이언 오닐 등이 주연으로 출연하였고 피터 보그다노비치 등이 제작에 참여하였다.
출연자 테이텀 오닐은 애디 로긴스 역을 잘 수행한 공로로 아카데미 여우조연상을 받았는데, 이는 아카데미상 사상 가장 나이가 어린 수상자가 받은 상이었다.

## 출연

### 주연
- 라이언 오닐 - 모제스 프레이 역
- 테이텀 오닐 - 애디 로긴스 역

### 조연
- 매들린 칸
- 존 힐러먼

## 기타
- 원작자: 조 데이비드 브라운
- 협력프로듀서: 프랭크 마샬
- 조감독: 레이 고스넬
- 미술: 폴리 플랫
- 의상: 팻 켈리
- 의상: 산드라 스튜어트